# Паредес, Карлос
Ка́рлос Умбе́рто Паре́дес Мо́нхес (исп. Carlos Humberto Paredes Monges; род. 16 июля 1976, Асунсьон) — парагвайский футболист, полузащитник, в 1998—2008 гг. — игрок сборной Парагвая. Участник трёх чемпионатов мира.

## Биография
Паредес начал профессиональную карьеру в «Олимпии» в 1995 году и завоевал в составе этого клуба 4 чемпионских титула. Он стал самым молодым капитаном в истории «Олимпии», в возрасте всего 20 лет. В 2000 году Паредес перешёл в «Порту», где сразу же стал обладателем Кубка Португалии. По окончании сезона парагваец перешёл за 4,8 млн евро в итальянскую «Реджину», где он стал одним из лидеров команды на протяжении следующих 4 сезонов.
В 2006 году Карлос Умберто вернулся в Португалию, но на этот раз он очень редко появлялся на поле в составе лиссабонского «Спортинга», хотя в итоге во второй раз стал обладателем Кубка Португалии в сезоне 2006/07.
В 2008 году «Сеньор полузащиты», как называют Паредеса парагвайские СМИ, вернулся в «Олимпию», но ненадолго — из-за противоречий с тренером Паредес был вынужден выступать сначала за «Рубио Нью», а затем за «Спортиво Лукеньо». Но в 2011 году Паредес во второй раз вернулся в стан «чёрно-белых» и в том же году команда впервые с 2000 года сумела выиграть чемпионат Парагвая, ставший для самого Карлоса пятым в карьере. По состоянию на 2013 год Паредес является одним из лидеров и капитаном команды. В 2013 году помог «Олимпии» дойти до финала Кубка Либертадорес в седьмой раз в истории клуба.
Завершил карьеру футболиста по окончании сезона 2014. В 2016 году начал тренерскую карьеру. Участвовал в Тулонском турнире 2016 с олимпийской сборной.
В составе сборной Парагвая Паредес провёл с 1998 по 2008 год 74 матча и забил 10 голов. Он участвовал в трёх чемпионатах мира (1998, 2002, 2006) и двух Кубках Америки (1999, 2004).

## Титулы
- Чемпион Парагвая (5): 1995, 1997, 1998, 1999, 2011 (Клаусура)
- Обладатель Кубка Португалии (2): 2000/01, 2006/07
- Финалист Кубка Либертадорес (1): 2013